# Come Over When You’re Sober, Pt. 2
Come Over When You’re Sober, Pt. 2 (englisch für „Komm vorbei, wenn du nüchtern bist“) ist das zweite Studioalbum des US-amerikanischen Rappers Lil Peep. Es wurde am 9. November 2018, knapp ein Jahr nach dem Tod des Musikers, über die Labels Columbia Records und Sony Music veröffentlicht.

## Produktion
Alle Lieder des Albums wurden von dem Musikproduzent Smokeasac produziert, wobei er bei einem Großteil von dem Produzenten-Trio The Invisible Men unterstützt wurde. An je einem Instrumental waren zudem 66swords bzw. Stalfors beteiligt. Die beiden Bonussongs der Deluxe-Edition wurden von John Cunningham, The Invisible Men und Mike Will Made It produziert.

## Covergestaltung
Das Albumcover zeigt Lil Peep, der oberkörperfrei in einem Raum am Fenster sitzt und hinausblickt. An der Wand hinter ihm befindet sich neben verschiedenen Zeichnungen der rote Schriftzug Come Over When You’re Sober.

## Gastbeiträge
Lediglich auf den beiden Bonussongs sind neben Lil Peep andere Künstler vertreten. So ist der ebenfalls verstorbene Rapper XXXTentacion an Falling Down beteiligt, während der Rapper ILoveMakonnen auf Sunlight on Your Skin zu hören ist.

## Titelliste
| #  | Titel                 | Produzent                              | Länge |
| -- | --------------------- | -------------------------------------- | ----- |
| 1  | Broken Smile (My All) | Smokeasac, The Invisible Men           | 4:40  |
| 2  | Runaway               | Smokeasac                              | 3:12  |
| 3  | Sex with My Ex        | Smokeasac, 66swords                    | 3:33  |
| 4  | Cry Alone             | Smokeasac, The Invisible Men           | 2:47  |
| 5  | Leanin’               | Smokeasac, The Invisible Men           | 3:26  |
| 6  | 16 Lines              | Smokeasac, The Invisible Men           | 4:04  |
| 7  | Life Is Beautiful     | Smokeasac, The Invisible Men           | 3:27  |
| 8  | Hate Me               | Smokeasac, The Invisible Men, Stalfors | 3:00  |
| 9  | IDGAF                 | Smokeasac, The Invisible Men           | 3:34  |
| 10 | White Girl            | Smokeasac, The Invisible Men           | 3:21  |
| 11 | Fingers               | Smokeasac                              | 3:02  |

Bonussongs der Deluxe-Edition
| #  | Titel                 | Gastmusiker   | Produzent                                             | Länge |
| -- | --------------------- | ------------- | ----------------------------------------------------- | ----- |
| 12 | Falling Down          | XXXTentacion  | John Cunningham, The Invisible Men, Mike Will Made It | 3:16  |
| 13 | Sunlight on Your Skin | ILoveMakonnen | John Cunningham, The Invisible Men, Mike Will Made It | 3:20  |

## Rezeption
| Professionelle Bewertungen | Professionelle Bewertungen |
| -------------------------- | -------------------------- |
| Kritiken                   |                            |
| Quelle                     | Bewertung                  |
| laut.de                    | [ 2 ]                      |

Yannik Gölz von laut.de bewertete das Album mit vier von möglichen fünf Punkten. Come Over When You’re Sober, Pt. 2 sei „ein Longplayer, der zumindest ein Stück des Potenzials einfängt und kondensiert, das Lil Peep zu seinen Lebzeiten angedeutet hat.“ Der Rapper „bietet Vielfalt, aber wendet sich an keiner Stelle von der alles übergreifenden Melancholie ab,“ wobei die Single Life Is Beautiful als „besonderer Höhepunkt“ und „noch einmal intimer und zerbrechlicher als die anderen Titel“ bezeichnet wird. Das Album sei letztendlich „ein etwas eindimensionales, aber deshalb sehr markantes Projekt, das sich darauf fokussiert, der Stimmung und den Markenzeichen von Peep gerecht zu werden.“

## Kommerzieller Erfolg

### Chartplatzierungen und Singles
Come Over When You’re Sober, Pt. 2 stieg am 16. November 2018 auf Platz 26 in die deutschen Albumcharts ein und konnte sich sechs Wochen in den Top 100 halten. In den Vereinigten Staaten erreichte das Album Rang 4.
Am 19. September 2018 wurde die erste Single Falling Down veröffentlicht, die Platz 12 der deutschen Charts erreichte. Eine Woche danach erschien der Song Sunlight on Your Skin. Als weitere Auskopplungen folgten Cry Alone, Runaway und Life Is Beautiful (UK #87). Zu den drei letzteren wurden auch Musikvideos veröffentlicht. Am 16. Januar 2019 erschien ein weiteres Video zu 16 Lines.

### Auszeichnungen für Musikverkäufe
| Land/Region                  | Auszeichnungen für Musikverkäufe (Land/Region, Auszeichnung, Verkäufe) | Verkäufe  |
| ---------------------------- | ---------------------------------------------------------------------- | --------- |
| Brasilien (PMB)              | Gold                                                                   | 20.000    |
| Dänemark (IFPI)              | Platin                                                                 | 20.000    |
| Deutschland (BVMI)           | Gold                                                                   | 100.000   |
| Frankreich (SNEP)            | Gold                                                                   | 50.000    |
| Italien (FIMI)               | Gold                                                                   | 25.000    |
| Kanada (MC)                  | Gold                                                                   | 40.000    |
| Neuseeland (RMNZ)            | Gold                                                                   | 7.500     |
| Polen (ZPAV)                 | 2× Platin                                                              | 40.000    |
| Vereinigte Staaten (RIAA)    | Platin                                                                 | 1.000.000 |
| Vereinigtes Königreich (BPI) | Gold                                                                   | 100.000   |
| Insgesamt                    | 7× Gold · 3× Platin ·                                                  | 1.402.500 |